# Andrzej Franciszek Burewicz
Andrzej Franciszek Burewicz (ur. 1936, zm. w czerwcu 2023) – polski chemik, prof. dr hab.

## Życiorys
W 1993 r. uzyskał tytuł profesora nauk chemicznych. Był zatrudniony na stanowisku kierownika w Zakładzie Dydaktyki Chemii, oraz prodziekana na Wydziale Chemii Uniwersytetu im. Adama Mickiewicza.

## Odznaczenia i wyróżnienia
- Medal Komisji Edukacji Narodowej[1]
- Krzyż Kawalerski Orderu Odrodzenia Polski[1]
- Złoty Krzyż Zasługi[1]